# 이베르통 산투스
에베르통 레안드루 두스 산투스 핀투(포르투갈어: Everton Leandro dos Santos Pinto, 1986년 10월 14일 ~ )는 브라질의 축구 선수이다. K리그 등록명은 에벨톤이다.

## 클럽 경력
에베르통은 상호세-SP에서 축구를 시작했다.

### 파리 생제르맹
2008년 1월 31일 파리 생제르맹 FC에 입단하였다.

### 성남 일화 천마
2011년 3월 21일 파리 생제르맹에서 성남 일화 천마로 임대 이적하였고 2012 시즌을 앞두고 완전 이적하였으며 그 해 말까지 활약하였다.

### FC 서울
2014년 7월 17일 FC 서울에서 영입을 발표하였다. 2014년 7월 19일 서울 유니폼을 입고 치른 데뷔전인 제주 유나이티드와의 경기에서 데뷔골을 기록하였다. 이후 시즌 종료까지 정규 리그 16경기 출전 3골 1도움을 기록하였다.

### 울산 현대
2015년 7월 28일 이번 여름 이적시장을 통해 울산 현대로 이적하였다. 하지만, 8경기 출전하고도 공격포인트를 올리지 못하는 등 부진을 겪다 결국 울산과 결별하였다.

## 경력 통계

### K리그 기록
- 2015년 7월 22일 기준

| 클럽           | 시즌        | 리그 | 리그 | 리그 | FA컵 | FA컵 | FA컵 | 리그컵 | 리그컵 | 리그컵 | 대륙 | 대륙 | 통산 | 통산 | 통산 |
| 클럽           | 시즌        | 출장 | 득점 | 도움 | 출장 | 득점 | 도움 | 출장   | 득점   | 도움   | 출장 | 득점 | 출장 | 득점 | 도움 |
| -------------- | ----------- | ---- | ---- | ---- | ---- | ---- | ---- | ------ | ------ | ------ | ---- | ---- | ---- | ---- | ---- |
| 성남 일화 천마 | 2011        | 25   | 5    | 1    | 5    | 2    | 2    | 3      | 0      | 0      | N/A  | N/A  | 33   | 7    | 3    |
| 성남 일화 천마 | 2012        | 36   | 12   | 2    | 1    | 1    | 0    | -      | -      | -      | 5    | 3    | 42   | 16   | 2    |
| 성남 일화 천마 | 성남 통산   | 61   | 17   | 3    | 6    | 3    | 2    | 3      | 0      | 0      | 5    | 3    | 75   | 23   | 5    |
| FC 서울        | 2014        | 16   | 3    | 1    | 1    | 0    | 0    | -      | -      | -      | 4    | 0    | 21   | 3    | 1    |
| FC 서울        | 2015        | 16   | 4    | 0    | 1    | 1    | 0    | -      | -      | -      | 6    | 1    | 23   | 6    | 0    |
| FC 서울        | 서울 통산   | 32   | 7    | 1    | 2    | 1    | 0    | -      | -      | -      | 10   | 1    | 44   | 9    | 1    |
| 울산 현대      |             |      |      |      |      |      |      |        |        |        |      |      |      |      |      |
| 2015           | 0           | 0    | 0    | 0    | 0    | 0    | -    | -      | -      | -      | -    | 0    | 0    | 0    |      |
| 울산 통산      | 0           | 0    | 0    | 0    | 0    | 0    | -    | -      | -      | 0      | 0    | 0    | 0    | 0    |      |
| 커리어 통산    | 커리어 통산 | 93   | 24   | 4    | 8    | 4    | 2    | 3      | 0      | 0      | 15   | 4    | 119  | 32   | 6    |